# Cladopodiella francisci
Cladopodiella francisci là một loài rêu tản trong họ Cephaloziaceae. Loài này được (Hook.) Jörg. miêu tả khoa học lần đầu tiên năm 1934.